# رودخانه مانینگوری
رودخانه مانینگوری (به لاتین: Maningory River) یک رود در ماداگاسکار است که در ماداگاسکار واقع شده‌است.